# プレガバリン

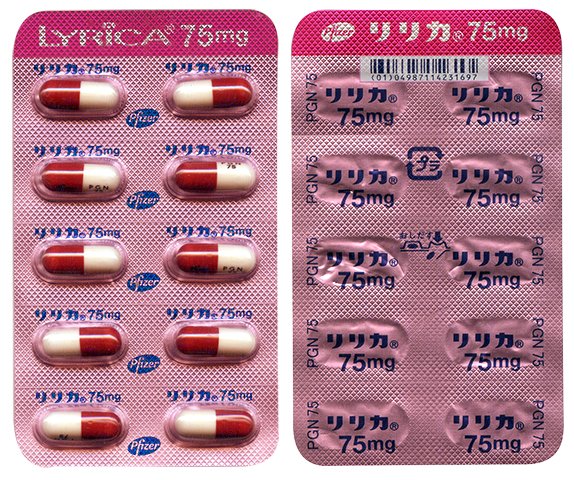
リリカカプセル：75mg

プレガバリン（INN: Pregabalin）は、神経障害性疼痛に用いられる医薬品である。日本では2010年より、商品名リリカ（英: LYRICA）としてファイザーが製造・販売している（エーザイが販売提携）。
欧州連合ではてんかん（部分発作併用療法）、全般性不安障害 (GAD) の承認もある。

## 経緯
2004年11月2日、米国でメルクの選択的COX2阻害薬バイオックス（日本では治験段階）が、心血管疾患イベント（急性心筋梗塞や心臓突然死）のリスク増加を理由に販売停止になった。
これにより空いた関節炎鎮痛薬市場に、この効果のあまり高くないプレガバリンが、非特異的な痛みに特徴がある曖昧な線維筋痛症と結びつけて販売されることとなった。
日本では2010年6月の発売当初はカプセル剤（25, 75, 150mg)が、2017年6月に口腔内崩壊錠であるOD錠（同規格）が発売された。
2020年8月17日に、厚生労働省は後発医薬品として、22社の80品目を承認し、12月10日に薬価収録されたが、ファイザーは特許が2022年7月まで有効として、2020年8月17日に東京地方裁判所に特許権侵害訴訟を提起するとともに、仮処分命令の申し立てを行った。

## 薬理
神経におけるシナプスに存在する電位依存性カルシウムチャネルのα2δリガンドとして結合し、神経細胞内へのカルシウム流入を抑制し、グルタミン酸などの神経伝達物質の放出を妨げる。このことにより、疼痛信号の中枢神経系への伝達を抑制し、疼痛を緩和する。
γ-アミノ酪酸 (GABA) 模倣特性を持ち、またドーパミン作動性の報酬系に直接・間接的に作用するため、薬剤乱用の懸念となる。

## 適応症
- 神経障害性疼痛（2013年2月28日、中枢性・末梢性の区別なく適応となった）
  - 発売当初は帯状疱疹後神経痛、その後末梢性神経障害性疼痛であった。
- 線維筋痛症に伴う疼痛（2012年6月22日認可）
  - 線維筋痛症の診断は、米国リウマチ学会の分類（診断）基準等の国際的な基準に基づき慎重に実施し、確定診断された場合にのみ投与すること[1]。
  - 日本人の線維筋痛症においても、二重盲検試験で有効性が認められた[6]。
  - 日本初の線維筋痛症治療薬[7]。

### 有効性
プレガバリンが慢性膵炎による疼痛を緩和し、プラセボよりも優れていたとの報告がある。

### 適応外使用
慢性瘙痒に対して有効なことがある。神経伝達物質を阻害することにより、痒み刺激を遮断すると考えられている。むずむず脚症候群にプラミペキソールよりもさらに有効と報告された。

## 副作用
- 浮動性めまい
- 傾眠
- 浮腫 ・体重増加

など
浮動性めまいは20%以上の確率で発症する頻度の高い副作用であり、自動車運転など危険な作業を控える必要がある。また、体重増加も10-20%の頻度で認められており、体重増加が発症した場合には、運動療法や食事療法で対処するとしている。
2014年09月17日、厚生労働省は製造販売元のファイザーに対して劇症肝炎と重篤な肝機能障害を添付文書に追記するよう指示した。過去3年間で同副作用が発現した患者は11人で、劇症肝炎を発現した患者1人が死亡した。
プレガバリンには、15gの過量投与の症例があり、主な症状は、情動障害、傾眠、錯乱状態、痙攣発作であった。プレガバリン単独でオーバードースの危険度は低いが、オピオイドとの併用では懸念がある。

## 離脱症状
医薬品の添付文書には、急な投与中止により、不眠、悪心、頭痛、下痢、不安や多汗症といった症状の可能性があるため、1週間以上かけて徐々に減量する旨の注意書きが記載されている。
服用中止の際の離脱症状の特徴については2012年の論文に記載されている。

## 依存性・乱用
薬物依存の可能性がある。薬物乱用の可能性は明らかであり、アメリカの規制物質法のスケジュールV、イギリスの1971年薬物乱用法のクラスCに指定されている。
2017年まででは、ほとんどの情報は治験時のものであり、乱用に関する証拠1件だけ出版されて、副作用のデータベースを含め、乱用と依存が起きうるという証拠が明らかである。オピオイドのような乱用性は認められない。
文献の調査からは、臨床試験では陶酔の副作用が報告されており、前臨床試験ではGABAとグルタミン酸の調節作用からの乱用の可能性を示した。特に薬物乱用の既往歴のある場合には、乱用の兆候に注意が必要となる。
類似した薬剤であるガバペンチンよりも早く吸収され、同様に、陶酔と鎮静の混合作用を引き起こすと考えられる。闇市場での需要の成長も見られる。